# Пиржол (комуна)
Пиржол (рум. Pârjol) — комуна у повіті Бакеу в Румунії. До складу комуни входять такі села (дані про населення за 2002 рік):
- Бернешть (280 осіб)
- Бесешть (660 осіб)
- Бехнешень (894 особи)
- Кимпень (724 особи)
- Пиржол (928 осіб) — адміністративний центр комуни
- Пустіана (1961 особа)
- Терица (997 осіб)
- Хейняла (319 осіб)
- Хемієнь

Комуна розташована на відстані 242 км на північ від Бухареста, 24 км на захід від Бакеу, 97 км на південний захід від Ясс, 129 км на північний схід від Брашова.

## Населення
За даними перепису населення 2002 року у комуні проживали 6763 особи.
Національний склад населення комуни:
| Національність | Кількість осіб | Відсоток |
| -------------- | -------------- | -------- |
| румуни         | 6341           | 93,8%    |
| угорці         | 348            | 5,1%     |
| чанго          | 72             | 1,1%     |

Рідною мовою назвали:
| Мова      | Кількість осіб | Відсоток |
| --------- | -------------- | -------- |
| румунську | 6495           | 96,0%    |
| угорську  | 268            | 4,0%     |

Склад населення комуни за віросповіданням:
| Релігія       | Кількість осіб | Відсоток |
| ------------- | -------------- | -------- |
| православні   | 4340           | 64,2%    |
| римо-католики | 2365           | 35,0%    |
| старообрядці  | 57             | 0,8%     |